# Pietniczany Winnickie

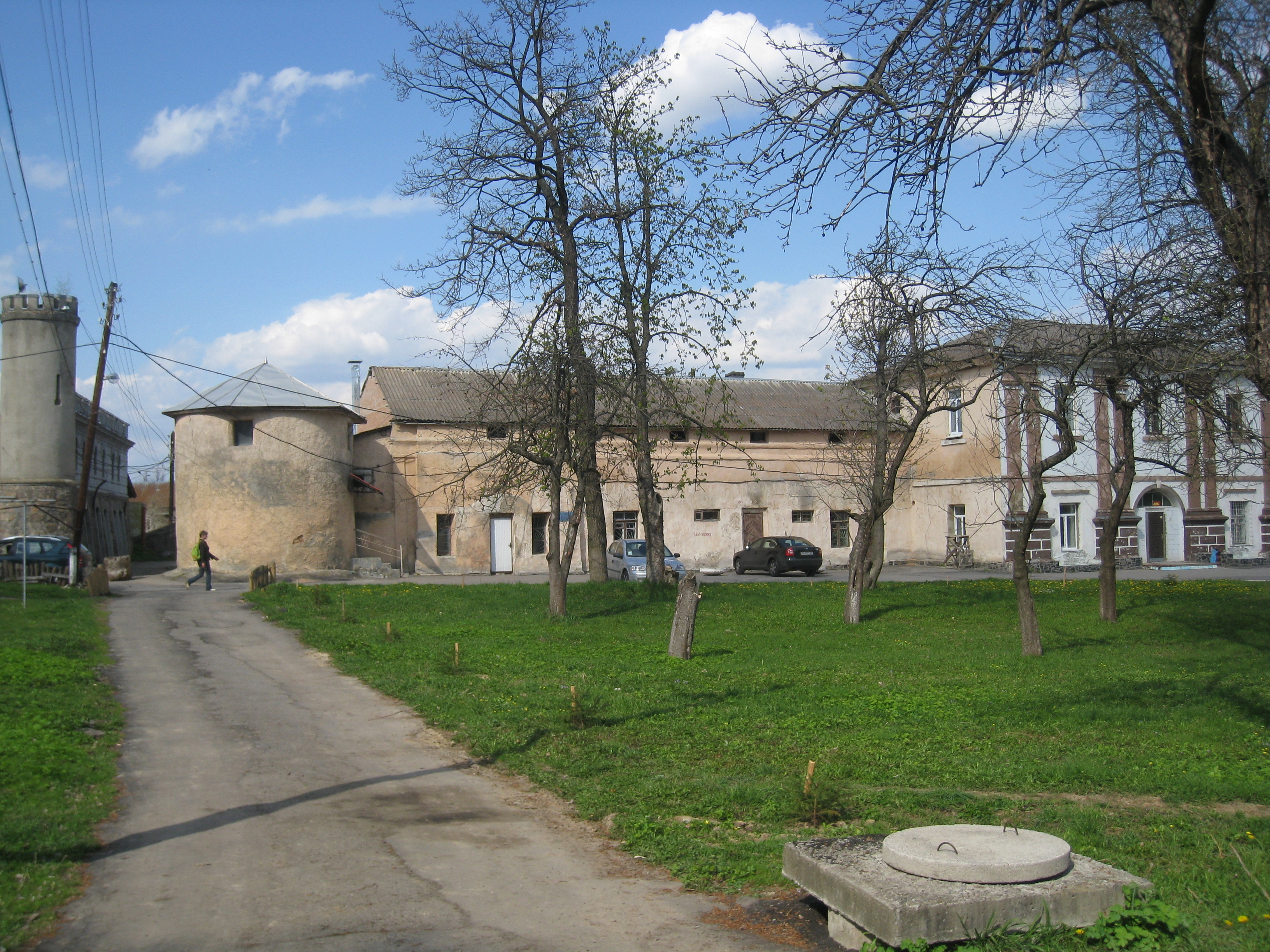
Zamek

Pietniczany – dawniej wieś nad rzeką Boh w gminie Józwin (powiat winnicki). Obecnie część miasta Winnica.

## Zabytki
- rezydencja polskiego rodu szlacheckiego Grocholskich, od której wzięła nazwę cała dzisiejsza dzielnica miasta Winnicy. Dawny zamek, wybudowany w kształcie kwadratowej forteczki przez Michała Grocholskiego (zm. 1765 r.) i jego syna Marcina (1727-1807) na wyspie między odnogami Bohu[2]. Obiekt przebudowany w stylu klasycystycznym za czasów Michała Grocholskiego (1765-1833) przez jego żonę Marię Śliźniównę[3]. Dziś budynek zajmowany jest przez Winnickie Dyspanserium Endokrynologiczne. Na szczątkach fortyfikacji zamkowych stoi kawiarnia Kniażyj Hrad.

## Literatura
- Roman Aftanazy, Dzieje rezydencji na dawnych kresach Rzeczypospolitej, Tom X (Województwo Bracławskie), s. 284